# Фатіма-Султан
Фатіма-Султан бікем (тат. فاطمه سلطان; пом.. бл. 1681) — остання правителька Касимовського ханства, бікем (1679–1681), дружина касимовського правителя, хана Арслана, матір його сина). Під час малоліття свого сина Сеїд-Бурхана вона та її батько Ак-Мухаммед Сеїд були при ньому опікунами. Походила із знатного касимовського роду сеїдів Шакулових.

## Життєпис
Фатіма-Султан Вона народилася в сім'ї Аги Мухаммеда Шаха Кулі Саїда. Одружилася з ханом Арслангалі — очільника Касимовського ханства. Після смерті чоловіка в 1627 році московський цар Михайло Романов призначив її та її батька Агу Мухаммада регентами її трирічного сина Саїда Борхана. Доки Борхан не зрікся престолу в 1679 році, Фатіма Солтан чинила опір його шлюбу з російською принцесою та політиці християнізації й дискримінації мусульман з боку московської влади. Після того, як Борхан зрікся престолу, вона ненадовго залишалася при владі як остання королева ханства, а після її смерті Касимовське ханство було ліквідовано. Вона стала останньою правителькою Касимовського ханства з 1679 по 1681 рік. Померла 1681 року. За одним із переказів була похована в одному текіє з ханом Арсланом, яке знаходилося поруч із текіями Афган-Мухаммед султана на Старопосадському цвинтарі Касимова. Будівля текіє не збереглася. Професор Володимир Вельямінов-Зернов при відвідуванні цвинтаря в 1863 році виявив праворуч від мавзолею Афган-Мухаммеда сліди фундаменту та яму з купою уламків цегли. Місцеві обивателі розповіли досліднику, що ще років 60 тому на цьому місці стояло текіє в два поверхи (швидше за все, будівля була одноповерховою з підвалом).
У родоводі Шакулових, надісланому Володимиру Вельямінову-Зернову ним було виявлено наступний запис: «Пращур наш Якуб-Сеїд був знатною особою в місті Елатьмі. Якось якась жінка зі Старого посаду, забравшись на Старому посаді під текію, де лежали Арслан хан і Фатіма-Султан, вкрала з царів саванни та інші речі. Якуб-Сеїд повісив цю жінку на цій самій текіє».